# Pendukeni Iivula-Ithana
Pendukeni Iivula-Ithana (sinh ngày 11 tháng 10 năm 1952]) là một nữ chính trị gia người Namibia, là Tổng thư ký Tổ chức nhân dân Tây Nam Phi (SWAPO) từ 2007 đến 2012. Bà là Bộ trưởng Tư pháp từ năm 2005 đến năm 2012, và Bộ trưởng Bộ Nội vụ từ năm 2012 đến năm 2018.

## Tuổi thơ, giáo dục và lưu vong
Iivula-Ithana được sinh ra ở Uukwandongo, Ongandjera, Ovamboland. Năm 1974, bà lưu vong và trở thành một trong những chiến binh nữ đầu tiên trong Quân đội Giải phóng Nhân dân Namibia (PLAN). Bà đã hoạt động trong Liên đoàn thanh niên SWAPO và Hội đồng phụ nữ SWAPO và trở thành thư ký của tổ chức này vào năm 1980.
Iivula-Ithana có bằng Cử nhân Luật và Bằng Cử nhân của Đại học Namibia (1999 và 1998), và Văn bằng Quản trị Công và Quản lý của Học viện Namibia tại Zambia (1979). Ithana cũng có bằng MBA của Đại học Quản lý Quốc tế Namibia.

## =Sự nghiệp chính trị
Ngay trước khi Namibia giành được độc lập, bà là đại biểu của SWAPO cho Hội đồng thành phần, được thực hiện từ tháng 11 năm 1989 đến tháng 3 năm 1990, và khi Namibia giành được độc lập vào tháng 3 năm 1990, bà trở thành thành viên của Quốc hội Namibia.
Iivula-Ithana giữ một số vị trí trong Nội các. Bà là Thứ trưởng Bộ Động vật hoang dã, Bảo tồn và Du lịch từ năm 1990 đến 1991, Bộ trưởng Bộ Thanh niên và Thể thao từ năm 1991 đến năm 1996, và Bộ trưởng Bộ Đất đai, Tái định cư và Phục hồi chức năng từ năm 1996 đến năm 2001. Bà đã được chuyển từ vị trí này sang vị trí Chánh Thẩm phán vào ngày 26 tháng 1 năm 2001. Tháng 3 năm 2005, khi Tổng thống Hifikepunye Pohamba nhậm chức, bà được bổ nhiệm làm chức vụ bổ nhiệm Bộ trưởng Bộ Tư pháp.
Tại Đại hội tháng 8 năm 2002 của SWAPO, Iivula-Ithana đứng thứ 23 trong cuộc bầu cử cho Ủy ban Trung ương, nhận được 310 phiếu bầu. Bà được bầu làm Tổng thư ký của SWAPO tại đại hội tháng 11 năm 2007 của đảng, trở thành người phụ nữ đầu tiên giữ chức vụ này.